# Västmanland
Västmanland is een zogenoemd landschap in het Midden-Zweedse landsdeel Svealand. Het ligt ten noordwesten van het Mälarmeer en grenst in het noorden aan Dalarna, in het oosten aan Uppland, in het zuiden aan Södermanland en Närke en in het westen aan Värmland. De grootste stad is Västerås.
De  Bosbrand in Västmanland in 2014 was de grootste in Zweden sinds de jaren 1950. Het duurde zes weken voordat men de brand meester was. Dertienduizend hectare bos ging verloren en er kwam een persoon om het leven. 